# Рагби јунион репрезентација Сенегала
Рагби јунион репрезентација Сенегала је рагби јунион тим који предстваља државу Сенегал у овом екипном спорту. Французи су донели рагби у Сенегал у првој половини 20. века. Први званични тест меч рагби јунион репрезентација Сенегала играла је 1977. и поражена је од Обале Слоноваче 15-9. Најубедљивију победу Сенегал је остварио 2004. над Мауританијом, било је 59-0. 

## Тренутни састав
Демба Кејн
Моуса Магаса
Максим Бојер
Грегори Дежардин
Алдрик Фолиот
Виктор Самб
Мохамадоу Диара
Моуса Коита Грос
Максим Пераис
Ндиогоу Сејн
Стив Саргос - капитен
Сем Цир
Секоу Сањо
Асане Диеје
Џереми Фикоу
Антоин Лапорте
Јогане Кореа
Магнаме Колта
Моктар Соугоуфара
Оусмане Мане
Мохамед Самба
Омар Си